# Stratiomys chamaeleon
Stratiomys chamaeleon là một loài côn trùng châu Âu, thuộc họ Stratiomyidae.

## Hình ảnh

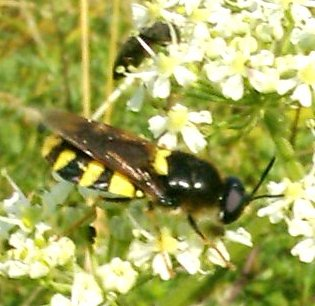
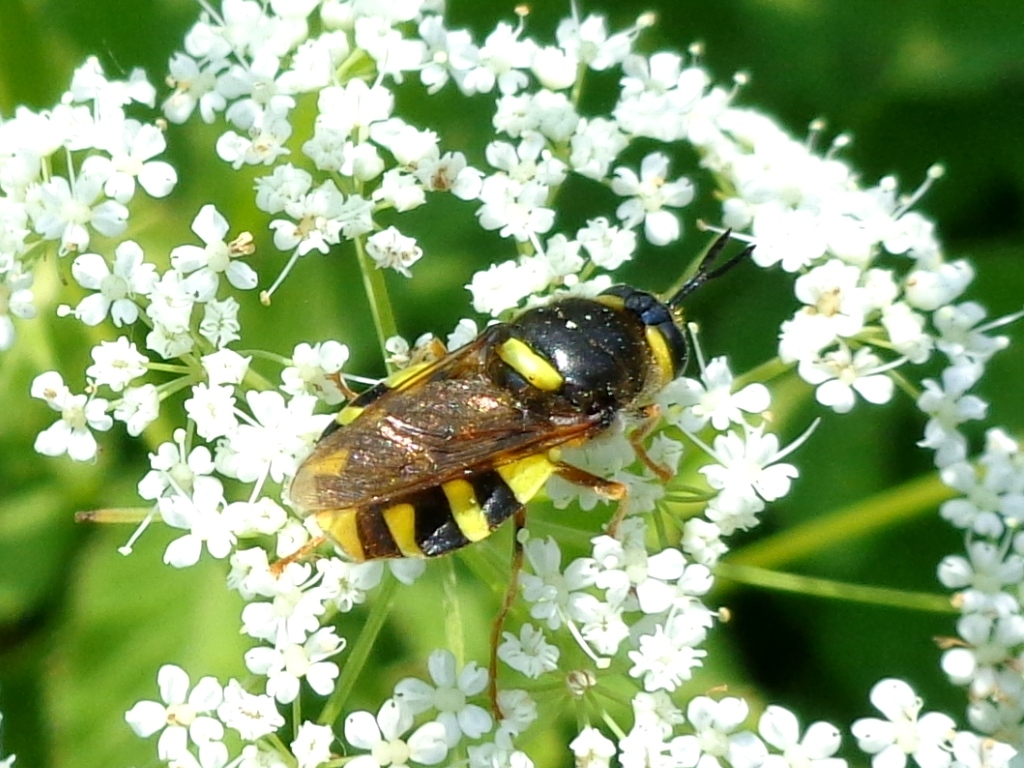
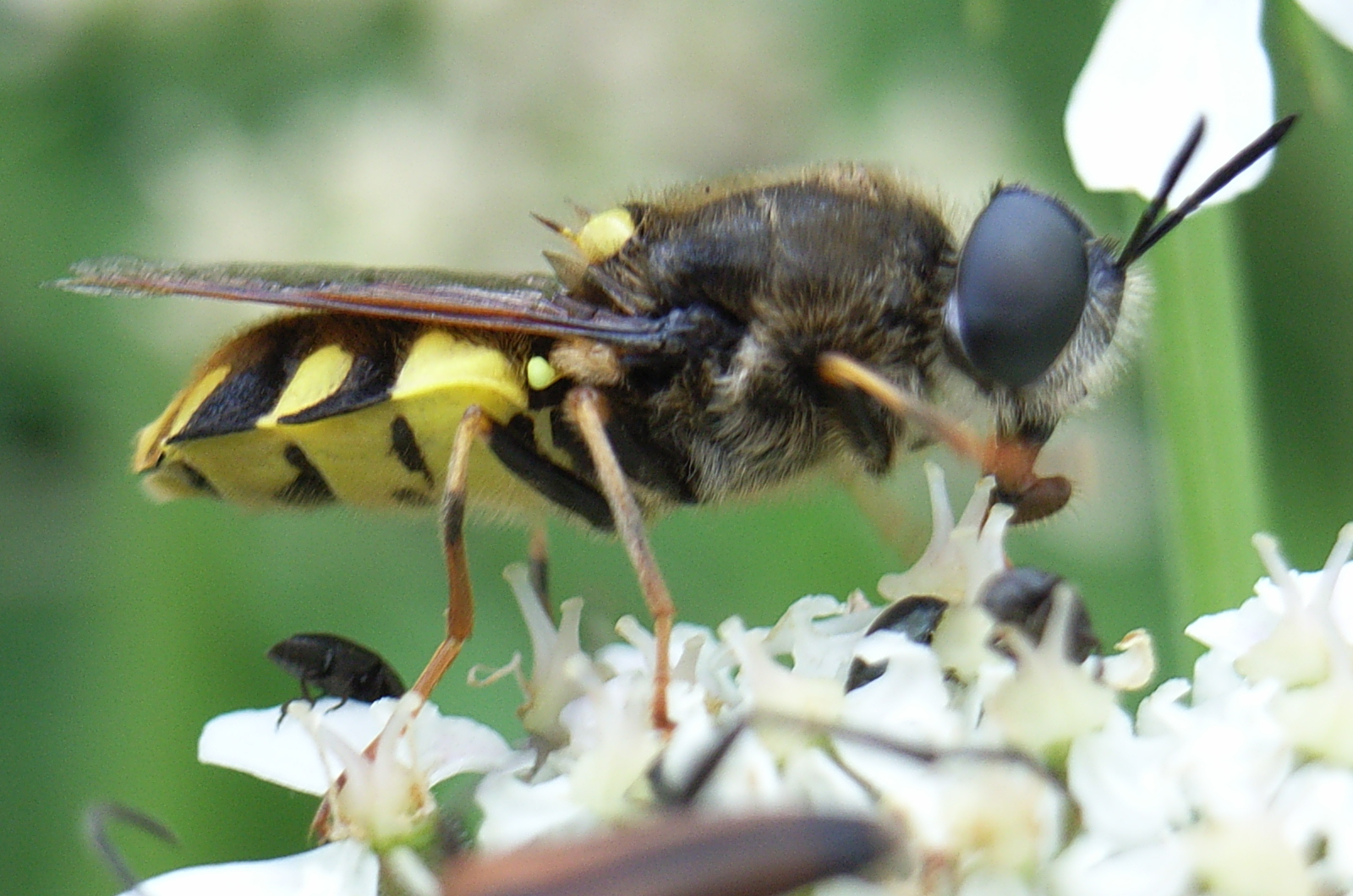
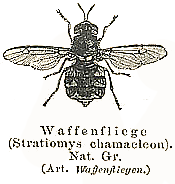